# Мужская сборная Мексики по кёрлингу
Мужская сборная Мексики по кёрлингу — представляет Мексику на международных соревнованиях по кёрлингу. Управляющей организацией выступает Федерация ледовых видов спорта Мексики (исп. FMC Deportes Invernales AC).

## Результаты выступлений

### Панконтинентальный чемпионат
| Год  | Место | И | В | П | Состав (четвёртый/скип, третий, второй, первый, запасной, тренер)                             |
| ---- | ----- | - | - | - | --------------------------------------------------------------------------------------------- |
| 2023 | 12    | 9 | 4 | 5 | Diego Tompkins (скип), Ismael Abreu, Chris Barajas, Mateo Tompkins, Douglas Tompkins (тренер) |

### Отборы зоны Америки на чемпионаты мира
(англ. Americas World Curling Championship Challenge, Americas Challenge)
| Год  | Место | И | В | П | Состав (четвёртый/скип, третий, второй, первый, запасной, тренер)          |
| ---- | ----- | - | - | - | -------------------------------------------------------------------------- |
| 2019 | 2     | 4 | 2 | 2 | Diego Tompkins (скип), Ramy Cohen Masri, Ismael Abreu Saro, Mateo Tompkins |
| 2021 | 3     | 4 | 0 | 4 | Jesús Barajas (скип), Ramy Cohen Masri, Christopher Barajas, Alex Sánchez  |

### Квалификационные турниры к чемпионатам мира
(англ. World Qualification Event)
| Год  | Место | И | В | П | Состав команды (четвёртый/скип, третий, второй, первый, запасной, тренер)                                                          |
| ---- | ----- | - | - | - | --- |
| 2020 | 8     | 7 | 0 | 7 | Diego Tompkins (скип), Ramy Cohen Masri, Ismael Abreu Saro, Mateo Tompkins, Ezra Cohen Ezban (запасной), Douglas Tompkins (тренер) |